# پیاز سرخرگی
پیاز شریانی، در دستگاه گردش خون ماهی عبارت است از اتاقکی گلابی شکل که مانند یک خازن عمل می‌کند و باعث می‌شود خون به صورت پیوسته به سوی آبشش‌ها جریان داشته باشد.